# 3058 Delmary
3058 Delmary eller 1981 EO17 är en asteroid i huvudbältet som upptäcktes den 1 mars 1981 av den amerikanska astronomen Schelte J. Bus vid Siding Spring-observatoriet. Den är uppkallad efter amerikanen Delmary R. Schanz.
Asteroiden har en diameter på ungefär 4 kilometer.